# Universidad Estatal de Tetovo
La Universidad estatal de Tetovo (en macedonio: Државен универзитет во Тетово; en albanés: Universiteti Shtetëror i Tetovës) es una institución de educación superior que está situada en Tetovo, se trata de una de las cuatro universidades estatales de Macedonia del Norte. La universidad fue fundada el 17 de diciembre de 1994, pero no fue reconocida como una universidad estatal por el gobierno nacional hasta enero de 2004. La Universidad está presidida por el Dr. Agron Reka. Los Cursos y conferencias están en albanés (mayoritario), macedonio e Inglés.
La universidad se compone de diez facultades:
- Facultad de Economía
- Facultad de Derecho
- Facultad de Ciencias Aplicadas
- Facultad de Artes
- Facultad filosófica
- Facultad de Filología
- Facultad de Ciencias Médicas
- Facultad de Matemáticas-Ciencias Naturales
- Facultad de Tecnología de los Alimentos
- Facultad de Educación Física